# Eleições legislativas portuguesas de 2002 no distrito de Coimbra
| Eleições legislativas portuguesas de 2002 Distritos: Aveiro \| Beja \| Braga \| Bragança \| Castelo Branco \| Coimbra \| Évora \| Faro \| Guarda \| Leiria \| Lisboa \| Portalegre \| Porto \| Santarém \| Setúbal \| Viana do Castelo \| Vila Real \| Viseu \| Açores \| Madeira \| Estrangeiro |

## Resultados por Concelho
Os resultados nos concelhos do Distrito de Coimbra foram os seguintes:

### Arganil
| Partido                 | Partido                        | Votos  | %               | +/-  |
| ----------------------- | ------------------------------ | ------ | --------------- | ---- |
|                         | Partido Social Democrata       | 3 898  | 49,88 / 100,00  | 4,72 |
|                         | Partido Socialista             | 2 922  | 37,39 / 100,00  | 4,37 |
|                         | Partido Popular                | 453    | 5,80 / 100,00   | 1,08 |
|                         | Coligação Democrática Unitária | 135    | 1,73 / 100,00   | 0,11 |
|                         | Bloco de Esquerda              | 90     | 1,15 / 100,00   | 0,35 |
|                         | Outros                         | 126    | 1,61 / 100,00   |      |
| Votos Inválidos         | Votos Inválidos                | 190    | 2,43 / 100,00   | 0,02 |
| Total                   | Total                          | 7 814  | 100,00 / 100,00 |      |
| Eleitorado/Participação | Eleitorado/Participação        | 12 112 | 64,51 / 100,00  | 1,02 |

| Freguesia               | %     | %     | %    | %    | %    | Votantes |
| Freguesia               | PSD   | PS    | PP   | CDU  | BE   | Votantes |
| ----------------------- | ----- | ----- | ---- | ---- | ---- | -------- |
| Anceriz                 | 44,44 | 42,22 | 3,70 | 3,70 | 0,74 | 135      |
| Arganil                 | 48,81 | 37,45 | 6,71 | 1,68 | 2,05 | 2 147    |
| Barril de Alva          | 47,60 | 34,93 | 6,11 | 3,93 | 0,44 | 229      |
| Benfeita                | 54,11 | 37,03 | 2,85 | 1,90 | 0,32 | 316      |
| Celavisa                | 41,29 | 43,28 | 3,48 | 1,99 | 0,50 | 201      |
| Cepos                   | 43,59 | 40,17 | 8,55 | 0,85 | 2,56 | 117      |
| Cerdeira                | 55,41 | 38,74 | 2,70 | 0,45 | 0    | 222      |
| Coja                    | 39,76 | 48,42 | 5,61 | 1,83 | 1,02 | 981      |
| Folques                 | 30,99 | 57,39 | 4,93 | 1,41 | 1,06 | 284      |
| Moura da Serra          | 50,89 | 34,82 | 4,46 | 1,79 | 0,89 | 112      |
| Piódão                  | 58,82 | 27,21 | 3,68 | 3,68 | 1,47 | 136      |
| Pomares                 | 52,96 | 36,14 | 4,36 | 2,80 | 0,93 | 321      |
| Pombeiro da Beira       | 67,04 | 22,72 | 5,28 | 1,28 | 0,96 | 625      |
| São Martinho da Cortiça | 61,52 | 25,69 | 6,63 | 1,21 | 0,48 | 829      |
| Sarzedo                 | 64,83 | 20,46 | 7,36 | 0    | 0,69 | 435      |
| Secarias                | 26,34 | 60,31 | 8,02 | 2,29 | 0,38 | 262      |
| Teixeira                | 40,87 | 44,35 | 4,35 | 3,48 | 1,74 | 115      |
| Vila Cova de Alva       | 40,63 | 46,40 | 5,48 | 2,02 | 1,15 | 347      |
| Arganil                 | 49,88 | 37,39 | 5,80 | 1,73 | 1,15 | 7 814    |

### Cantanhede
| Partido                 | Partido                        | Votos  | %               | +/-     |
| ----------------------- | ------------------------------ | ------ | --------------- | ------- |
|                         | Partido Social Democrata       | 10 875 | 53,35 / 100,00  | 7,62    |
|                         | Partido Socialista             | 6 427  | 31,53 / 100,00  | 8,11    |
|                         | Partido Popular                | 1 741  | 8,54 / 100,00   | 0,42    |
|                         | Coligação Democrática Unitária | 408    | 2,00 / 100,00   | 0,35    |
|                         | Bloco de Esquerda              | 326    | 1,60 / 100,00   | 0,57    |
|                         | Outros                         | 195    | 0,95 / 100,00   |         |
| Votos Inválidos         | Votos Inválidos                | 413    | 2,02 / 100,00   | Estável |
| Total                   | Total                          | 20 385 | 100,00 / 100,00 |         |
| Eleitorado/Participação | Eleitorado/Participação        | 33 503 | 60,85 / 100,00  | 0,59    |

| Freguesia          | %     | %     | %     | %    | %    | Votantes |
| Freguesia          | PSD   | PS    | PP    | CDU  | BE   | Votantes |
| ------------------ | ----- | ----- | ----- | ---- | ---- | -------- |
| Ançã               | 28,75 | 52,44 | 5,14  | 8,37 | 1,74 | 1 207    |
| Bolho              | 54,95 | 33,88 | 6,04  | 0,73 | 0,73 | 546      |
| Cadima             | 60,69 | 28,09 | 8,51  | 1,16 | 0,80 | 1 633    |
| Camarneira         | 71,95 | 15,04 | 6,10  | 0,61 | 1,83 | 492      |
| Cantanhede         | 45,59 | 37,11 | 8,35  | 2,67 | 3,07 | 3 676    |
| Cordinhã           | 52,98 | 35,75 | 5,64  | 1,29 | 1,77 | 621      |
| Corticeiro de Cima | 67,26 | 22,35 | 6,64  | 0,88 | 1,11 | 452      |
| Covões             | 76,69 | 11,26 | 8,21  | 0,73 | 0,80 | 1 377    |
| Febres             | 66,24 | 21,96 | 7,88  | 0,81 | 0,66 | 1 967    |
| Murtede            | 42,69 | 44,69 | 4,60  | 2,95 | 1,77 | 848      |
| Ourentã            | 51,54 | 31,51 | 10,15 | 1,87 | 1,60 | 749      |
| Outil              | 39,41 | 42,51 | 7,06  | 3,79 | 2,07 | 581      |
| Pocariça           | 44,77 | 45,54 | 3,54  | 0,92 | 2,00 | 650      |
| Portunhos          | 36,04 | 49,37 | 8,11  | 2,16 | 1,80 | 555      |
| Sanguinheira       | 58,18 | 25,00 | 11,75 | 1,69 | 0,75 | 1 064    |
| São Caetano        | 63,50 | 22,48 | 9,34  | 0,58 | 2,19 | 685      |
| Sepins             | 51,98 | 33,43 | 6,99  | 1,82 | 1,52 | 658      |
| Tocha              | 49,51 | 29,50 | 15,77 | 1,44 | 1,35 | 2 149    |
| Vilamar            | 60,42 | 27,16 | 8,21  | 0,21 | 0,42 | 475      |
| Cantanhede         | 53,35 | 31,53 | 8,54  | 2,00 | 1,60 | 20 385   |

### Coimbra
| Partido                 | Partido                        | Votos   | %               | +/-  |
| ----------------------- | ------------------------------ | ------- | --------------- | ---- |
|                         | Partido Socialista             | 35 015  | 43,92 / 100,00  | 3,48 |
|                         | Partido Social Democrata       | 27 967  | 35,08 / 100,00  | 5,63 |
|                         | Coligação Democrática Unitária | 6 196   | 7,77 / 100,00   | 2,05 |
|                         | Partido Popular                | 5 043   | 6,33 / 100,00   | 0,01 |
|                         | Bloco de Esquerda              | 2 910   | 3,65 / 100,00   | 0,17 |
|                         | Outros                         | 1 066   | 1,33 / 100,00   |      |
| Votos Inválidos         | Votos Inválidos                | 1 528   | 1,92 / 100,00   | 0,10 |
| Total                   | Total                          | 79 725  | 100,00 / 100,00 |      |
| Eleitorado/Participação | Eleitorado/Participação        | 125 014 | 63,77 / 100,00  | 1,05 |

| Freguesia                 | %     | %     | %     | %    | %    | Votantes |
| Freguesia                 | PS    | PSD   | CDU   | PP   | BE   | Votantes |
| ------------------------- | ----- | ----- | ----- | ---- | ---- | -------- |
| Almalaguês                | 46,65 | 35,78 | 6,43  | 6,21 | 2,09 | 1 867    |
| Ameal                     | 53,22 | 20,57 | 15,40 | 5,29 | 2,07 | 870      |
| Antanhol                  | 45,02 | 34,45 | 6,53  | 7,65 | 3,44 | 1 164    |
| Antuzede                  | 53,50 | 25,81 | 10,34 | 5,71 | 1,58 | 1 015    |
| Arzila                    | 57,60 | 21,11 | 13,01 | 2,87 | 1,69 | 592      |
| Assafarge                 | 48,10 | 30,67 | 7,21  | 7,61 | 3,17 | 1 262    |
| Botão                     | 59,44 | 26,67 | 4,78  | 4,22 | 1,22 | 900      |
| Brasfemes                 | 53,61 | 24,46 | 8,25  | 6,75 | 2,62 | 1 067    |
| Castelo Viegas            | 45,77 | 30,16 | 12,56 | 6,46 | 2,00 | 852      |
| Ceira                     | 47,52 | 33,67 | 6,79  | 5,41 | 3,12 | 2 180    |
| Cernache                  | 50,24 | 27,76 | 8,84  | 7,06 | 2,11 | 2 082    |
| Coimbra - Almedina        | 35,10 | 41,42 | 11,74 | 5,53 | 3,50 | 886      |
| Coimbra - Santa Cruz      | 42,39 | 37,24 | 7,87  | 5,77 | 3,74 | 4 334    |
| Coimbra - São Bartolomeu  | 43,42 | 36,99 | 9,06  | 4,09 | 3,07 | 684      |
| Coimbra - Sé Nova         | 32,16 | 45,22 | 5,73  | 9,04 | 4,79 | 5 075    |
| Eiras                     | 43,90 | 32,60 | 9,05  | 7,11 | 4,35 | 5 766    |
| Lamarosa                  | 34,73 | 42,76 | 6,45  | 9,95 | 2,38 | 884      |
| Ribeira de Frades         | 59,66 | 24,98 | 7,85  | 4,22 | 1,52 | 1 185    |
| Santa Clara               | 42,79 | 37,22 | 7,34  | 6,03 | 3,96 | 5 303    |
| Santo António dos Olivais | 39,06 | 39,87 | 6,50  | 6,55 | 4,97 | 21 954   |
| São João do Campo         | 50,15 | 21,68 | 15,97 | 7,36 | 1,06 | 1 033    |
| São Martinho de Árvore    | 45,67 | 34,25 | 6,69  | 6,10 | 3,15 | 508      |
| São Martinho do Bispo     | 48,74 | 32,15 | 7,05  | 4,93 | 3,19 | 7 587    |
| São Paulo de Frades       | 47,04 | 29,54 | 8,64  | 7,47 | 3,47 | 2 651    |
| São Silvestre             | 52,43 | 25,51 | 9,02  | 5,99 | 2,04 | 1 419    |
| Souselas                  | 39,38 | 38,35 | 12,23 | 5,17 | 1,84 | 1 742    |
| Taveiro                   | 51,03 | 29,35 | 6,92  | 5,23 | 3,36 | 1 070    |
| Torre de Vilela           | 47,60 | 32,53 | 10,10 | 4,62 | 1,88 | 584      |
| Torres do Mondego         | 52,65 | 27,18 | 10,76 | 3,82 | 1,70 | 1 413    |
| Trouxemil                 | 52,12 | 27,58 | 9,26  | 6,01 | 2,48 | 1 414    |
| Vil de Matos              | 49,74 | 35,60 | 4,19  | 5,76 | 0,79 | 382      |
| Coimbra                   | 43,92 | 35,08 | 7,77  | 6,33 | 3,65 | 79 725   |

### Condeixa-a-Nova
| Partido                 | Partido                        | Votos  | %               | +/-  |
| ----------------------- | ------------------------------ | ------ | --------------- | ---- |
|                         | Partido Socialista             | 3 377  | 46,86 / 100,00  | 6,01 |
|                         | Partido Social Democrata       | 2 521  | 34,98 / 100,00  | 5,10 |
|                         | Coligação Democrática Unitária | 439    | 6,09 / 100,00   | 1,59 |
|                         | Partido Popular                | 424    | 5,88 / 100,00   | 1,79 |
|                         | Bloco de Esquerda              | 179    | 2,48 / 100,00   | 1,00 |
|                         | Outros                         | 125    | 1,74 / 100,00   |      |
| Votos Inválidos         | Votos Inválidos                | 142    | 1,97 / 100,00   | 0,32 |
| Total                   | Total                          | 7 207  | 100,00 / 100,00 |      |
| Eleitorado/Participação | Eleitorado/Participação        | 11 215 | 64,26 / 100,00  | 1,15 |

| Freguesia        | %     | %     | %     | %    | %    | Votantes |
| Freguesia        | PS    | PSD   | CDU   | PP   | BE   | Votantes |
| ---------------- | ----- | ----- | ----- | ---- | ---- | -------- |
| Anobra           | 60,31 | 19,76 | 9,79  | 5,77 | 1,40 | 572      |
| Belide           | 56,92 | 30,77 | 3,59  | 3,59 | 1,54 | 195      |
| Bem da Fé        | 53,25 | 18,18 | 20,78 | 0    | 5,19 | 77       |
| Condeixa-a-Nova  | 45,00 | 34,82 | 8,32  | 5,22 | 3,55 | 1 551    |
| Condeixa-a-Velha | 44,62 | 37,76 | 4,42  | 6,64 | 2,73 | 1 356    |
| Ega              | 45,07 | 40,75 | 2,60  | 5,73 | 2,00 | 1 502    |
| Furadouro        | 35,65 | 49,57 | 3,48  | 3,48 | 0,87 | 115      |
| Sebal            | 49,95 | 27,94 | 9,77  | 6,81 | 1,68 | 1 013    |
| Vila Seca        | 43,88 | 38,64 | 4,55  | 5,77 | 4,02 | 572      |
| Zambujal         | 40,16 | 42,91 | 1,18  | 8,27 | 0,39 | 254      |
| Condeixa-a-Nova  | 46,86 | 34,98 | 6,09  | 5,88 | 2,48 | 7 207    |

### Figueira da Foz
| Partido                 | Partido                        | Votos  | %               | +/-  |
| ----------------------- | ------------------------------ | ------ | --------------- | ---- |
|                         | Partido Socialista             | 13 380 | 41,71 / 100,00  | 4,90 |
|                         | Partido Social Democrata       | 12 345 | 38,48 / 100,00  | 2,41 |
|                         | Partido Popular                | 2 335  | 7,28 / 100,00   | 2,07 |
|                         | Coligação Democrática Unitária | 1 808  | 5,64 / 100,00   | 0,91 |
|                         | Bloco de Esquerda              | 934    | 2,91 / 100,00   | 1,20 |
|                         | Outros                         | 526    | 1,64 / 100,00   |      |
| Votos Inválidos         | Votos Inválidos                | 753    | 2,35 / 100,00   | 0,09 |
| Total                   | Total                          | 32 081 | 100,00 / 100,00 |      |
| Eleitorado/Participação | Eleitorado/Participação        | 55 551 | 57,75 / 100,00  | 1,07 |

| Freguesia                     | %     | %     | %    | %     | %    | Votantes |
| Freguesia                     | PS    | PSD   | PP   | CDU   | BE   | Votantes |
| ----------------------------- | ----- | ----- | ---- | ----- | ---- | -------- |
| Alhadas                       | 51,60 | 28,28 | 6,95 | 7,53  | 2,24 | 2 058    |
| Alqueidão                     | 42,24 | 39,54 | 8,31 | 2,90  | 1,90 | 999      |
| Bom Sucesso                   | 35,17 | 47,65 | 9,00 | 3,37  | 0,82 | 978      |
| Borda do Campo                | 34,34 | 47,98 | 4,71 | 3,37  | 1,68 | 594      |
| Brenha                        | 40,44 | 36,85 | 9,76 | 3,59  | 3,59 | 502      |
| Buarcos                       | 43,75 | 36,56 | 7,04 | 5,10  | 3,70 | 3 977    |
| Ferreira-a-Nova               | 40,54 | 44,96 | 9,34 | 1,47  | 0,74 | 814      |
| Lavos                         | 40,14 | 41,13 | 8,23 | 4,40  | 2,28 | 1 933    |
| Maiorca                       | 53,78 | 25,55 | 7,48 | 6,77  | 1,76 | 1 417    |
| Marinha das Ondas             | 45,44 | 40,54 | 6,01 | 2,21  | 1,45 | 1 448    |
| Moinhos da Gândara            | 37,45 | 48,42 | 5,62 | 2,19  | 2,61 | 729      |
| Paião                         | 32,65 | 51,28 | 5,81 | 2,34  | 2,64 | 1 326    |
| Quiaios                       | 48,99 | 34,66 | 6,67 | 3,53  | 2,03 | 1 529    |
| Santana                       | 42,28 | 46,04 | 5,84 | 1,53  | 1,81 | 719      |
| São Julião da Figueira da Foz | 36,07 | 43,84 | 6,69 | 6,12  | 3,99 | 6 549    |
| São Pedro                     | 45,78 | 33,62 | 7,41 | 6,38  | 2,59 | 1 160    |
| Tavarede                      | 38,86 | 36,87 | 8,81 | 6,85  | 4,30 | 3 724    |
| Vila Verde                    | 48,00 | 20,92 | 7,51 | 17,42 | 2,52 | 1 625    |
| Figueira da Foz               | 41,71 | 38,48 | 7,28 | 5,64  | 2,91 | 32 081   |

### Góis
| Partido                 | Partido                        | Votos | %               | +/-  |
| ----------------------- | ------------------------------ | ----- | --------------- | ---- |
|                         | Partido Social Democrata       | 1 275 | 44,47 / 100,00  | 9,07 |
|                         | Partido Socialista             | 1 272 | 44,37 / 100,00  | 9,55 |
|                         | Partido Popular                | 130   | 4,53 / 100,00   | 1,18 |
|                         | Coligação Democrática Unitária | 54    | 1,88 / 100,00   | 0,43 |
|                         | Bloco de Esquerda              | 32    | 1,12 / 100,00   | 0,27 |
|                         | Outros                         | 35    | 1,22 / 100,00   |      |
| Votos Inválidos         | Votos Inválidos                | 69    | 2,40 / 100,00   | 0,94 |
| Total                   | Total                          | 2 867 | 100,00 / 100,00 |      |
| Eleitorado/Participação | Eleitorado/Participação        | 4 462 | 64,25 / 100,00  | 0,36 |

| Freguesia          | %     | %     | %    | %    | %    | Votantes |
| Freguesia          | PSD   | PS    | PP   | CDU  | BE   | Votantes |
| ------------------ | ----- | ----- | ---- | ---- | ---- | -------- |
| Alvares            | 56,02 | 32,94 | 4,52 | 1,67 | 0,33 | 598      |
| Cadafaz            | 52,22 | 38,42 | 2,46 | 2,96 | 1,48 | 203      |
| Colmeal            | 39,04 | 55,48 | 2,74 | 0,68 | 0,68 | 146      |
| Góis               | 37,56 | 50,00 | 5,22 | 2,07 | 1,08 | 1 302    |
| Vila Nova do Ceira | 46,60 | 42,88 | 4,21 | 1,62 | 1,94 | 618      |
| Góis               | 44,47 | 44,37 | 4,53 | 1,88 | 1,12 | 2 867    |

### Lousã
| Partido                 | Partido                        | Votos  | %               | +/-  |
| ----------------------- | ------------------------------ | ------ | --------------- | ---- |
|                         | Partido Socialista             | 4 072  | 49,03 / 100,00  | 6,86 |
|                         | Partido Social Democrata       | 2 911  | 35,05 / 100,00  | 6,22 |
|                         | Partido Popular                | 557    | 6,71 / 100,00   | 0,51 |
|                         | Coligação Democrática Unitária | 234    | 2,82 / 100,00   | 0,78 |
|                         | Bloco de Esquerda              | 223    | 2,69 / 100,00   | 1,19 |
|                         | Outros                         | 91     | 1,11 / 100,00   |      |
| Votos Inválidos         | Votos Inválidos                | 217    | 2,61 / 100,00   | 0,01 |
| Total                   | Total                          | 8 305  | 100,00 / 100,00 |      |
| Eleitorado/Participação | Eleitorado/Participação        | 12 781 | 64,98 / 100,00  | 1,42 |

| Freguesia      | %     | %     | %     | %    | %    | Votantes |
| Freguesia      | PS    | PSD   | PP    | CDU  | BE   | Votantes |
| -------------- | ----- | ----- | ----- | ---- | ---- | -------- |
| Casal de Ermio | 40,48 | 35,24 | 13,33 | 3,81 | 1,43 | 210      |
| Foz de Arouce  | 38,91 | 47,52 | 7,62  | 2,65 | 0,99 | 604      |
| Gândaras       | 57,35 | 30,09 | 5,13  | 2,43 | 0,67 | 741      |
| Lousã          | 52,10 | 31,43 | 5,72  | 3,24 | 3,62 | 4 722    |
| Serpins        | 43,15 | 41,94 | 9,07  | 1,31 | 1,41 | 992      |
| Vilarinho      | 42,37 | 41,22 | 8,20  | 2,51 | 1,93 | 1 036    |
| Lousã          | 49,03 | 35,05 | 6,71  | 2,82 | 2,69 | 8 305    |

### Mira
| Partido                 | Partido                        | Votos  | %               | +/-  |
| ----------------------- | ------------------------------ | ------ | --------------- | ---- |
|                         | Partido Social Democrata       | 3 601  | 50,20 / 100,00  | 6,36 |
|                         | Partido Socialista             | 2 548  | 35,52 / 100,00  | 6,96 |
|                         | Partido Popular                | 593    | 8,27 / 100,00   | 1,12 |
|                         | Bloco de Esquerda              | 118    | 1,64 / 100,00   | 0,41 |
|                         | Coligação Democrática Unitária | 93     | 1,30 / 100,00   | 0,72 |
|                         | Outros                         | 73     | 1,02 / 100,00   |      |
| Votos Inválidos         | Votos Inválidos                | 148    | 2,07 / 100,00   | 0,05 |
| Total                   | Total                          | 7 174  | 100,00 / 100,00 |      |
| Eleitorado/Participação | Eleitorado/Participação        | 11 803 | 60,78 / 100,00  | 1,28 |

| Freguesia     | %     | %     | %    | %    | %    | Votantes |
| Freguesia     | PSD   | PS    | PP   | BE   | CDU  | Votantes |
| ------------- | ----- | ----- | ---- | ---- | ---- | -------- |
| Carapelhos    | 73,30 | 14,66 | 8,97 | 1,09 | 0,66 | 457      |
| Mira          | 51,10 | 33,49 | 8,89 | 1,75 | 1,38 | 4 344    |
| Praia de Mira | 29,90 | 57,06 | 6,96 | 1,79 | 1,60 | 1 565    |
| Seixo         | 71,53 | 16,46 | 7,05 | 1,11 | 0,62 | 808      |
| Mira          | 50,20 | 35,52 | 8,27 | 1,64 | 1,30 | 7 174    |

### Miranda do Corvo
| Partido                 | Partido                        | Votos  | %               | +/-  |
| ----------------------- | ------------------------------ | ------ | --------------- | ---- |
|                         | Partido Socialista             | 3 163  | 47,47 / 100,00  | 6,20 |
|                         | Partido Social Democrata       | 2 562  | 38,45 / 100,00  | 4,63 |
|                         | Partido Popular                | 332    | 4,98 / 100,00   | 1,13 |
|                         | Coligação Democrática Unitária | 253    | 3,80 / 100,00   | 0,26 |
|                         | Bloco de Esquerda              | 114    | 1,71 / 100,00   | 0,64 |
|                         | Outros                         | 113    | 1,70 / 100,00   |      |
| Votos Inválidos         | Votos Inválidos                | 126    | 1,90 / 100,00   | 0,03 |
| Total                   | Total                          | 6 663  | 100,00 / 100,00 |      |
| Eleitorado/Participação | Eleitorado/Participação        | 10 508 | 63,41 / 100,00  | 0,82 |

| Freguesia        | %     | %     | %    | %    | %    | Votantes |
| Freguesia        | PS    | PSD   | PP   | CDU  | BE   | Votantes |
| ---------------- | ----- | ----- | ---- | ---- | ---- | -------- |
| Lamas            | 52,02 | 36,42 | 3,66 | 1,93 | 1,54 | 519      |
| Miranda do Corvo | 48,70 | 35,94 | 4,99 | 5,07 | 1,94 | 3 450    |
| Rio Vide         | 44,57 | 43,09 | 4,60 | 2,03 | 1,29 | 543      |
| Semide           | 44,77 | 41,51 | 5,27 | 3,12 | 1,80 | 1 443    |
| Vila Nova        | 45,90 | 42,37 | 5,65 | 1,69 | 0,85 | 708      |
| Miranda do Corvo | 47,47 | 38,45 | 4,98 | 3,80 | 1,71 | 6 663    |

### Montemor-o-Velho
| Partido                 | Partido                        | Votos  | %               | +/-  |
| ----------------------- | ------------------------------ | ------ | --------------- | ---- |
|                         | Partido Socialista             | 5 728  | 45,51 / 100,00  | 7,89 |
|                         | Partido Social Democrata       | 4 502  | 35,77 / 100,00  | 8,35 |
|                         | Partido Popular                | 945    | 7,51 / 100,00   | 0,89 |
|                         | Coligação Democrática Unitária | 701    | 5,57 / 100,00   | 1,75 |
|                         | Bloco de Esquerda              | 208    | 1,65 / 100,00   | 0,58 |
|                         | Outros                         | 268    | 2,13 / 100,00   |      |
| Votos Inválidos         | Votos Inválidos                | 234    | 1,86 / 100,00   | 0,02 |
| Total                   | Total                          | 12 586 | 100,00 / 100,00 |      |
| Eleitorado/Participação | Eleitorado/Participação        | 21 789 | 57,76 / 100,00  | 1,66 |

| Freguesia          | %     | %     | %     | %     | %    | Votantes |
| Freguesia          | PS    | PSD   | PP    | CDU   | BE   | Votantes |
| ------------------ | ----- | ----- | ----- | ----- | ---- | -------- |
| Abrunheira         | 50,69 | 27,88 | 5,53  | 9,91  | 0,92 | 434      |
| Arazede            | 34,49 | 48,46 | 8,90  | 3,11  | 1,09 | 2 763    |
| Carapinheira       | 41,83 | 34,41 | 10,73 | 7,70  | 1,87 | 1 389    |
| Ereira             | 64,43 | 18,22 | 4,99  | 7,81  | 1,08 | 461      |
| Gatões             | 45,67 | 39,40 | 8,96  | 2,09  | 1,79 | 335      |
| Liceia             | 44,22 | 35,81 | 8,75  | 4,46  | 0,66 | 606      |
| Meãs do Campo      | 49,75 | 39,90 | 4,55  | 3,03  | 0,13 | 792      |
| Montemor-o-Velho   | 43,50 | 34,10 | 6,58  | 8,09  | 3,03 | 1 384    |
| Pereira            | 58,75 | 22,38 | 4,48  | 7,57  | 2,20 | 1 229    |
| Santo Varão        | 56,61 | 23,73 | 3,28  | 10,17 | 3,16 | 885      |
| Seixo de Gatões    | 37,68 | 43,70 | 9,38  | 3,22  | 1,54 | 714      |
| Tentúgal           | 45,67 | 37,41 | 9,17  | 2,04  | 1,43 | 981      |
| Verride            | 49,38 | 29,28 | 9,43  | 7,44  | 1,49 | 403      |
| Vila Nova da Barca | 57,62 | 29,05 | 6,67  | 1,43  | 1,90 | 210      |
| Montemor-o-Velho   | 45,51 | 35,77 | 7,51  | 5,57  | 1,65 | 12 586   |

### Oliveira do Hospital
| Partido                 | Partido                        | Votos  | %               | +/-     |
| ----------------------- | ------------------------------ | ------ | --------------- | ------- |
|                         | Partido Social Democrata       | 6 225  | 51,97 / 100,00  | 8,70    |
|                         | Partido Socialista             | 4 091  | 34,15 / 100,00  | 9,91    |
|                         | Partido Popular                | 927    | 7,74 / 100,00   | 0,61    |
|                         | Coligação Democrática Unitária | 196    | 1,64 / 100,00   | Estável |
|                         | Outros                         | 282    | 2,37 / 100,00   |         |
| Votos Inválidos         | Votos Inválidos                | 258    | 2,16 / 100,00   | 0,25    |
| Total                   | Total                          | 11 979 | 100,00 / 100,00 |         |
| Eleitorado/Participação | Eleitorado/Participação        | 19 236 | 62,27 / 100,00  | 1,09    |

| Freguesia              | %     | %     | %     | %     | Votantes |
| Freguesia              | PSD   | PS    | PP    | CDU   | Votantes |
| ---------------------- | ----- | ----- | ----- | ----- | -------- |
| Aldeia das Dez         | 55,77 | 22,25 | 14,37 | 1,97  | 355      |
| Alvoco das Várzeas     | 22,81 | 67,30 | 4,18  | 1,90  | 263      |
| Avô                    | 56,90 | 32,02 | 4,43  | 0,25  | 406      |
| Bobadela               | 46,31 | 37,68 | 10,34 | 0,74  | 406      |
| Ervedal                | 36,71 | 49,28 | 7,09  | 1,61  | 621      |
| Lagares da Beira       | 44,93 | 45,59 | 5,53  | 0,66  | 759      |
| Lagos da Beira         | 50,56 | 40,15 | 4,28  | 0,74  | 538      |
| Lajeosa                | 38,98 | 51,13 | 3,67  | 1,98  | 354      |
| Lourosa                | 63,39 | 25,96 | 4,64  | 1,91  | 366      |
| Meruge                 | 41,07 | 36,73 | 7,65  | 9,44  | 392      |
| Nogueira do Cravo      | 59,64 | 27,42 | 8,62  | 1,06  | 1 229    |
| Oliveira do Hospital   | 51,99 | 31,78 | 10,26 | 1,08  | 2 212    |
| Penalva de Alva        | 51,52 | 39,63 | 3,96  | 1,22  | 656      |
| Santa Ovaia            | 62,07 | 24,67 | 8,22  | 1,06  | 377      |
| São Gião               | 60,98 | 23,00 | 8,01  | 0,52  | 387      |
| São Paio de Gramaços   | 52,54 | 33,33 | 7,97  | 1,27  | 552      |
| São Sebastião da Feira | 64,47 | 24,34 | 6,58  | 0     | 152      |
| Seixo da Beira         | 67,42 | 22,35 | 5,68  | 1,39  | 792      |
| Travanca de Lagos      | 45,26 | 40,00 | 10,08 | 0,60  | 665      |
| Vila Franca da Beira   | 49,50 | 22,44 | 10,89 | 10,89 | 303      |
| Vila Pouca da Beira    | 57,73 | 25,77 | 8,25  | 2,06  | 194      |
| Oliveira do Hospital   | 51,97 | 34,15 | 7,74  | 1,64  | 11 979   |

### Pampilhosa da Serra
| Partido                 | Partido                        | Votos | %               | +/-  |
| ----------------------- | ------------------------------ | ----- | --------------- | ---- |
|                         | Partido Social Democrata       | 1 820 | 57,40 / 100,00  | 7,45 |
|                         | Partido Socialista             | 1 044 | 32,92 / 100,00  | 8,94 |
|                         | Partido Popular                | 129   | 4,07 / 100,00   | 1,20 |
|                         | Coligação Democrática Unitária | 33    | 1,04 / 100,00   | 0,44 |
|                         | Outros                         | 71    | 2,25 / 100,00   |      |
| Votos Inválidos         | Votos Inválidos                | 74    | 2,34 / 100,00   | 0,43 |
| Total                   | Total                          | 3 171 | 100,00 / 100,00 |      |
| Eleitorado/Participação | Eleitorado/Participação        | 5 219 | 60,76 / 100,00  | 0,85 |

| Freguesia           | %     | %     | %    | %    | Votantes |
| Freguesia           | PSD   | PS    | PP   | CDU  | Votantes |
| ------------------- | ----- | ----- | ---- | ---- | -------- |
| Cabril              | 62,33 | 26,98 | 3,26 | 0,47 | 215      |
| Dornelas do Zêzere  | 43,99 | 45,67 | 3,85 | 2,16 | 416      |
| Fajão               | 79,90 | 14,43 | 1,55 | 0    | 194      |
| Janeiro de Baixo    | 54,92 | 34,35 | 7,66 | 0,66 | 457      |
| Machio              | 54,46 | 42,86 | 0,89 | 0,89 | 112      |
| Pampilhosa da Serra | 53,78 | 38,30 | 3,12 | 0,48 | 833      |
| Pessegueiro         | 67,65 | 24,26 | 0,74 | 0,74 | 136      |
| Portela do Fojo     | 61,46 | 26,04 | 2,43 | 1,74 | 288      |
| Unhais-o-Velho      | 64,25 | 23,91 | 6,28 | 2,17 | 414      |
| Vidual              | 50,00 | 34,91 | 6,60 | 0    | 106      |
| Pampilhosa da Serra | 57,40 | 32,92 | 4,07 | 1,04 | 3 171    |

### Penacova
| Partido                 | Partido                        | Votos  | %               | +/-  |
| ----------------------- | ------------------------------ | ------ | --------------- | ---- |
|                         | Partido Social Democrata       | 4 290  | 48,21 / 100,00  | 4,79 |
|                         | Partido Socialista             | 3 399  | 38,20 / 100,00  | 5,49 |
|                         | Partido Popular                | 495    | 5,56 / 100,00   | 0,30 |
|                         | Coligação Democrática Unitária | 369    | 4,15 / 100,00   | 0,18 |
|                         | Bloco de Esquerda              | 100    | 1,12 / 100,00   | 0,34 |
|                         | Outros                         | 106    | 1,19 / 100,00   |      |
| Votos Inválidos         | Votos Inválidos                | 139    | 1,56 / 100,00   | 0,40 |
| Total                   | Total                          | 8 898  | 100,00 / 100,00 |      |
| Eleitorado/Participação | Eleitorado/Participação        | 14 437 | 61,63 / 100,00  | 0,81 |

| Freguesia           | %     | %     | %     | %     | %    | Votantes |
| Freguesia           | PSD   | PS    | PP    | CDU   | BE   | Votantes |
| ------------------- | ----- | ----- | ----- | ----- | ---- | -------- |
| Carvalho            | 65,32 | 27,29 | 3,58  | 0,45  | 0,89 | 447      |
| Figueira de Lorvão  | 47,66 | 42,29 | 5,30  | 2,04  | 0,48 | 1 473    |
| Friúmes             | 50,33 | 36,60 | 8,06  | 1,74  | 1,74 | 459      |
| Lorvão              | 40,29 | 41,75 | 5,09  | 8,53  | 1,51 | 2 122    |
| Oliveira do Mondego | 42,51 | 31,61 | 6,54  | 13,90 | 0,82 | 367      |
| Paradela            | 61,58 | 28,25 | 3,95  | 1,13  | 2,26 | 177      |
| Penacova            | 45,45 | 42,49 | 4,78  | 3,59  | 1,04 | 1 923    |
| São Paio do Mondego | 63,13 | 19,70 | 12,63 | 1,01  | 0    | 198      |
| São Pedro de Alva   | 56,74 | 31,35 | 6,93  | 0,78  | 1,07 | 1 024    |
| Sazes do Lorvão     | 51,37 | 36,84 | 5,26  | 1,26  | 1,68 | 475      |
| Travanca do Mondego | 51,93 | 35,19 | 5,15  | 4,29  | 1,29 | 233      |
| Penacova            | 48,21 | 38,20 | 5,56  | 4,15  | 1,12 | 8 898    |

### Penela
| Partido                 | Partido                        | Votos | %               | +/-  |
| ----------------------- | ------------------------------ | ----- | --------------- | ---- |
|                         | Partido Social Democrata       | 1 987 | 54,83 / 100,00  | 3,25 |
|                         | Partido Socialista             | 1 179 | 32,53 / 100,00  | 4,68 |
|                         | Partido Popular                | 195   | 5,38 / 100,00   | 0,97 |
|                         | Coligação Democrática Unitária | 69    | 1,90 / 100,00   | 0,11 |
|                         | Outros                         | 99    | 2,72 / 100,00   |      |
| Votos Inválidos         | Votos Inválidos                | 95    | 2,62 / 100,00   | 0,03 |
| Total                   | Total                          | 3 624 | 100,00 / 100,00 |      |
| Eleitorado/Participação | Eleitorado/Participação        | 5 682 | 63,78 / 100,00  | 2,21 |

| Freguesia              | %     | %     | %    | %    | Votantes |
| Freguesia              | PSD   | PS    | PP   | CDU  | Votantes |
| ---------------------- | ----- | ----- | ---- | ---- | -------- |
| Cumeeira               | 60,15 | 30,21 | 3,86 | 0,51 | 778      |
| Espinhal               | 51,59 | 37,76 | 4,49 | 1,31 | 535      |
| Penela (Santa Eufémia) | 53,45 | 32,53 | 6,44 | 1,84 | 870      |
| Penela (São Miguel)    | 58,19 | 28,65 | 6,31 | 1,77 | 904      |
| Podentes               | 46,79 | 34,62 | 6,09 | 5,77 | 312      |
| Rabaçal                | 47,11 | 40,89 | 4,00 | 3,56 | 225      |
| Penela                 | 54,83 | 32,53 | 5,38 | 1,90 | 3 624    |

### Soure
| Partido                 | Partido                        | Votos  | %               | +/-   |
| ----------------------- | ------------------------------ | ------ | --------------- | ----- |
|                         | Partido Socialista             | 5 446  | 46,67 / 100,00  | 10,33 |
|                         | Partido Social Democrata       | 4 195  | 35,95 / 100,00  | 8,45  |
|                         | Partido Popular                | 742    | 6,36 / 100,00   | 1,59  |
|                         | Coligação Democrática Unitária | 570    | 4,88 / 100,00   | 0,67  |
|                         | Bloco de Esquerda              | 197    | 1,69 / 100,00   | 0,49  |
|                         | Outros                         | 226    | 1,94 / 100,00   |       |
| Votos Inválidos         | Votos Inválidos                | 294    | 2,52 / 100,00   | 0,13  |
| Total                   | Total                          | 11 670 | 100,00 / 100,00 |       |
| Eleitorado/Participação | Eleitorado/Participação        | 18 534 | 62,97 / 100,00  | 2,71  |

| Freguesia          | %     | %     | %    | %     | %    | Votantes |
| Freguesia          | PS    | PSD   | PP   | CDU   | BE   | Votantes |
| ------------------ | ----- | ----- | ---- | ----- | ---- | -------- |
| Alfarelos          | 53,36 | 25,74 | 2,48 | 11,22 | 3,19 | 847      |
| Brunhós            | 40,34 | 44,54 | 5,88 | 4,20  | 3,36 | 119      |
| Degracias          | 24,64 | 60,00 | 8,99 | 1,45  | 0,87 | 345      |
| Figueiró do Campo  | 51,02 | 24,06 | 8,95 | 9,49  | 2,27 | 927      |
| Gesteira           | 48,67 | 35,99 | 5,75 | 3,24  | 2,51 | 678      |
| Granja do Ulmeiro  | 52,05 | 26,79 | 5,05 | 9,25  | 2,57 | 1 049    |
| Pombalinho         | 27,79 | 60,03 | 5,15 | 1,37  | 0,17 | 583      |
| Samuel             | 52,13 | 32,86 | 5,05 | 3,10  | 2,20 | 773      |
| Soure              | 47,29 | 36,19 | 7,01 | 3,48  | 1,33 | 4 510    |
| Tapéus             | 28,83 | 56,93 | 8,39 | 0,36  | 0,36 | 274      |
| Vila Nova de Anços | 55,03 | 28,24 | 4,58 | 5,88  | 1,83 | 765      |
| Vinha da Rainha    | 39,25 | 45,13 | 8,13 | 2,88  | 0,63 | 800      |
| Soure              | 46,67 | 35,95 | 6,36 | 4,88  | 1,69 | 11 670   |

### Tábua
| Partido                 | Partido                        | Votos  | %               | +/-  |
| ----------------------- | ------------------------------ | ------ | --------------- | ---- |
|                         | Partido Social Democrata       | 3 256  | 48,96 / 100,00  | 6,53 |
|                         | Partido Socialista             | 2 506  | 37,68 / 100,00  | 6,65 |
|                         | Partido Popular                | 448    | 6,74 / 100,00   | 0,01 |
|                         | Coligação Democrática Unitária | 117    | 1,76 / 100,00   | 0,11 |
|                         | Outros                         | 163    | 2,47 / 100,00   |      |
| Votos Inválidos         | Votos Inválidos                | 160    | 2,41 / 100,00   | 0,17 |
| Total                   | Total                          | 6 650  | 100,00 / 100,00 |      |
| Eleitorado/Participação | Eleitorado/Participação        | 10 581 | 62,85 / 100,00  | 0,37 |

| Freguesia                | %     | %     | %     | %    | Votantes |
| Freguesia                | PSD   | PS    | PP    | CDU  | Votantes |
| ------------------------ | ----- | ----- | ----- | ---- | -------- |
| Ázere                    | 48,13 | 38,08 | 2,80  | 5,14 | 428      |
| Candosa                  | 46,87 | 43,84 | 3,84  | 1,62 | 495      |
| Carapinha                | 61,92 | 18,41 | 16,74 | 0,42 | 239      |
| Covas                    | 51,46 | 32,48 | 7,30  | 3,10 | 548      |
| Covelo                   | 80,49 | 10,37 | 3,66  | 0    | 164      |
| Espariz                  | 51,83 | 37,44 | 7,08  | 0,23 | 438      |
| Meda de Mouros           | 68,52 | 22,84 | 3,70  | 0,62 | 162      |
| Midões                   | 39,88 | 47,19 | 4,91  | 2,30 | 998      |
| Mouronho                 | 64,95 | 18,56 | 7,42  | 1,65 | 485      |
| Pinheiro de Coja         | 46,73 | 39,25 | 8,41  | 0,47 | 214      |
| Póvoa de Midões          | 40,22 | 47,28 | 6,52  | 1,63 | 368      |
| São João da Boa Vista    | 39,12 | 45,74 | 10,09 | 2,21 | 317      |
| Sinde                    | 45,81 | 43,87 | 3,87  | 1,61 | 310      |
| Tábua                    | 45,40 | 40,42 | 8,49  | 1,25 | 1 284    |
| Vila Nova de Oliveirinha | 54,00 | 33,50 | 7,00  | 0,50 | 200      |
| Tábua                    | 48,96 | 37,68 | 6,74  | 1,76 | 6 650    |

### Vila Nova de Poiares
| Partido                 | Partido                        | Votos | %               | +/-  |
| ----------------------- | ------------------------------ | ----- | --------------- | ---- |
|                         | Partido Social Democrata       | 1 703 | 49,12 / 100,00  | 7,06 |
|                         | Partido Socialista             | 1 226 | 35,36 / 100,00  | 7,92 |
|                         | Partido Popular                | 228   | 6,58 / 100,00   | 0,11 |
|                         | Coligação Democrática Unitária | 91    | 2,62 / 100,00   | 0,22 |
|                         | Bloco de Esquerda              | 66    | 1,90 / 100,00   | 0,98 |
|                         | Outros                         | 47    | 1,34 / 100,00   |      |
| Votos Inválidos         | Votos Inválidos                | 106   | 3,06 / 100,00   | 0,13 |
| Total                   | Total                          | 3 467 | 100,00 / 100,00 |      |
| Eleitorado/Participação | Eleitorado/Participação        | 5 768 | 60,11 / 100,00  | 0,69 |

| Freguesia             | %     | %     | %    | %    | %    | Votantes |
| Freguesia             | PSD   | PS    | PP   | CDU  | BE   | Votantes |
| --------------------- | ----- | ----- | ---- | ---- | ---- | -------- |
| Arrifana              | 57,68 | 28,90 | 5,32 | 1,93 | 1,09 | 827      |
| Lavegadas             | 50,25 | 35,82 | 7,46 | 1,99 | 0,50 | 201      |
| Poiares (Santo André) | 47,82 | 35,74 | 6,22 | 3,05 | 2,69 | 1 673    |
| São Miguel de Poiares | 42,43 | 41,38 | 8,49 | 2,61 | 1,44 | 766      |
| Vila Nova de Poiares  | 49,12 | 35,36 | 6,58 | 2,62 | 1,90 | 3 467    |